# Seen It All: The Autobiography
Seen It All: The Autobiography è il settimo album in studio del rapper statunitense Jeezy, pubblicato nel 2014.

## Tracce
1. 1/4 Block – 3:21
2. What You Say – 3:33
3. Enough – 3:54
4. Holy Ghost – 4:41
5. Me OK – 4:47
6. Been Getting Money (featuring Akon) – 3:37
7. Seen It All – 3:27
8. Win Is a Win – 1:39
9. Beautiful (featuring Game & Rick Ross) – 5:42
10. Beez Like (featuring Lil Boosie) – 4:31
11. No Tears (featuring Future) – 4:24
12. How I Did It (Perfection) – 3:30

## Classifiche
| Classifica (2014) | Posizione raggiunta |
| ----------------- | ------------------- |
| Stati Uniti       | 2                   |